# Житичи (западнославянское племя)
Житичи — западнославянское племя, населявшее бассейн реки Зале, приток Эльбы. Соседствовало с другими мелкими славянскими племенами: худичами, нелетичами, нудичами, коледичами, жирмунтами. Все эти племена в X веке попали под немецкое влияние. Область была очень беспокойной и в конечном итоге все эти племена и их земли были поглощены Германской империей.